# Chevrolet El Camino
Chevrolet El Camino — ют, який випускався компанією Chevrolet між 1959–60 та 1964—1987 роками. На відміну від пікапа, El Camino був адаптований із платформи вагонів з двома дверима, що інтегрувала кабіну та вантажне шасі в кузов.
Введений у 1959-му модельному році у відповідь на успіх утилітарного купе Ford Ranchero, виробництво першого покоління тривало лише два роки. Виробництво відновилося на 1964—1977 модельні роки на базі платформи Chevrolet Chevelle, і продовжилось протягом 1978—1987 модельних років на основі платформи GM G-body.
У Мексиці автомобіль називався Chevrolet Conquistador. GMC Sprint, пізніше перейменований в GMC Caballero є модифікацією El Camino.

## Перше покоління (1959—1960)

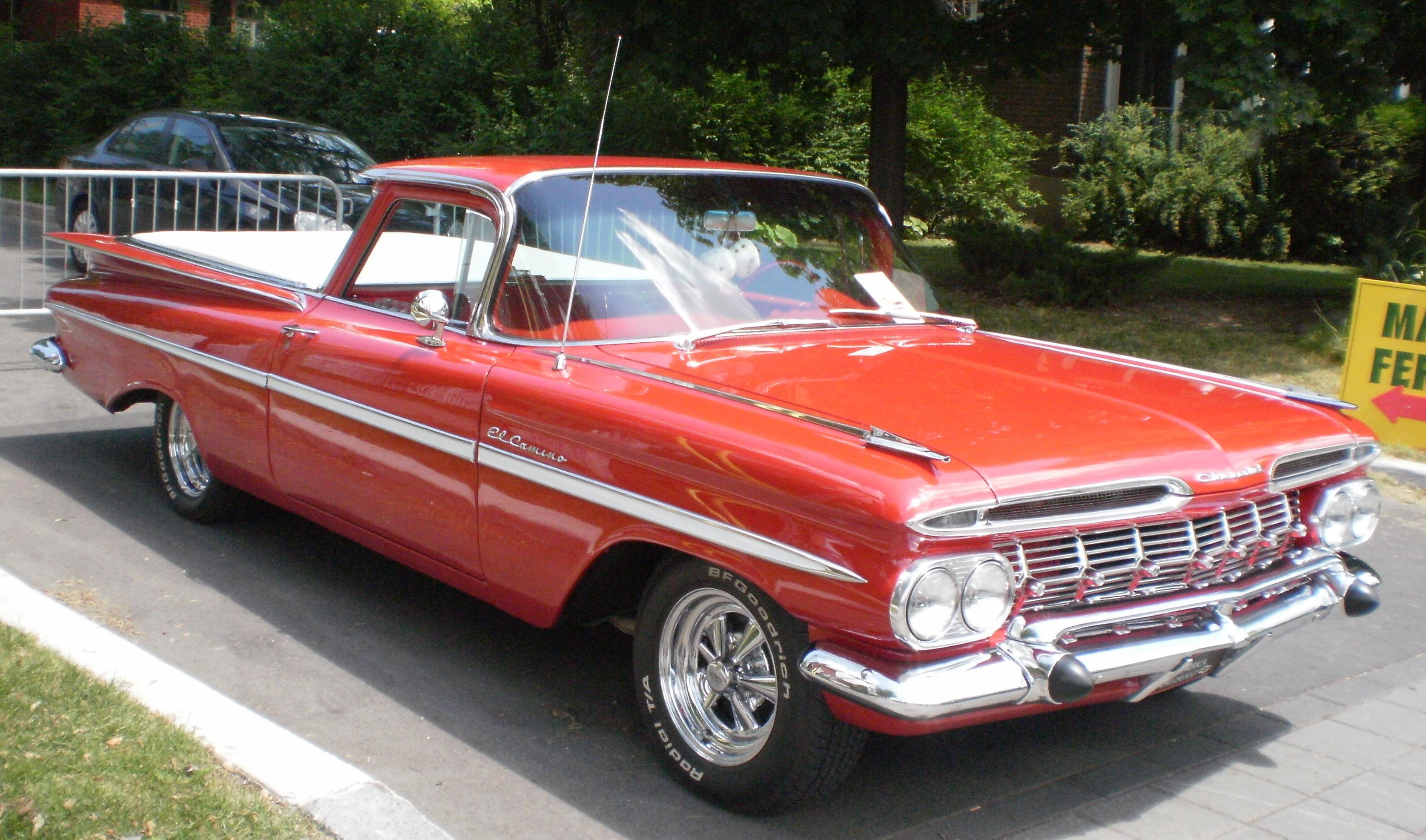

- 3.9 L I6
- 4.6 L V8
- 5.7 L V8

## Друге покоління (1964—1967)

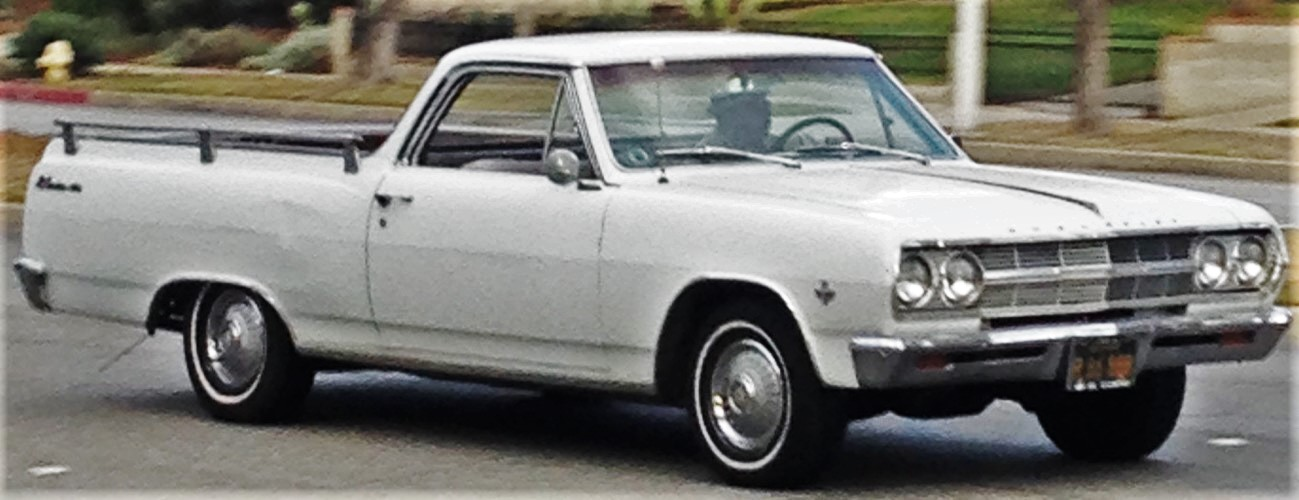

- 3.2 L I6
- 3.8 L I6
- 4.1 L I6
- 4.6 L Small-Block V8
- 5.4 L Small-Block V8
- 6.5 L Big-Block V8

## Третє покоління (1968—1972)

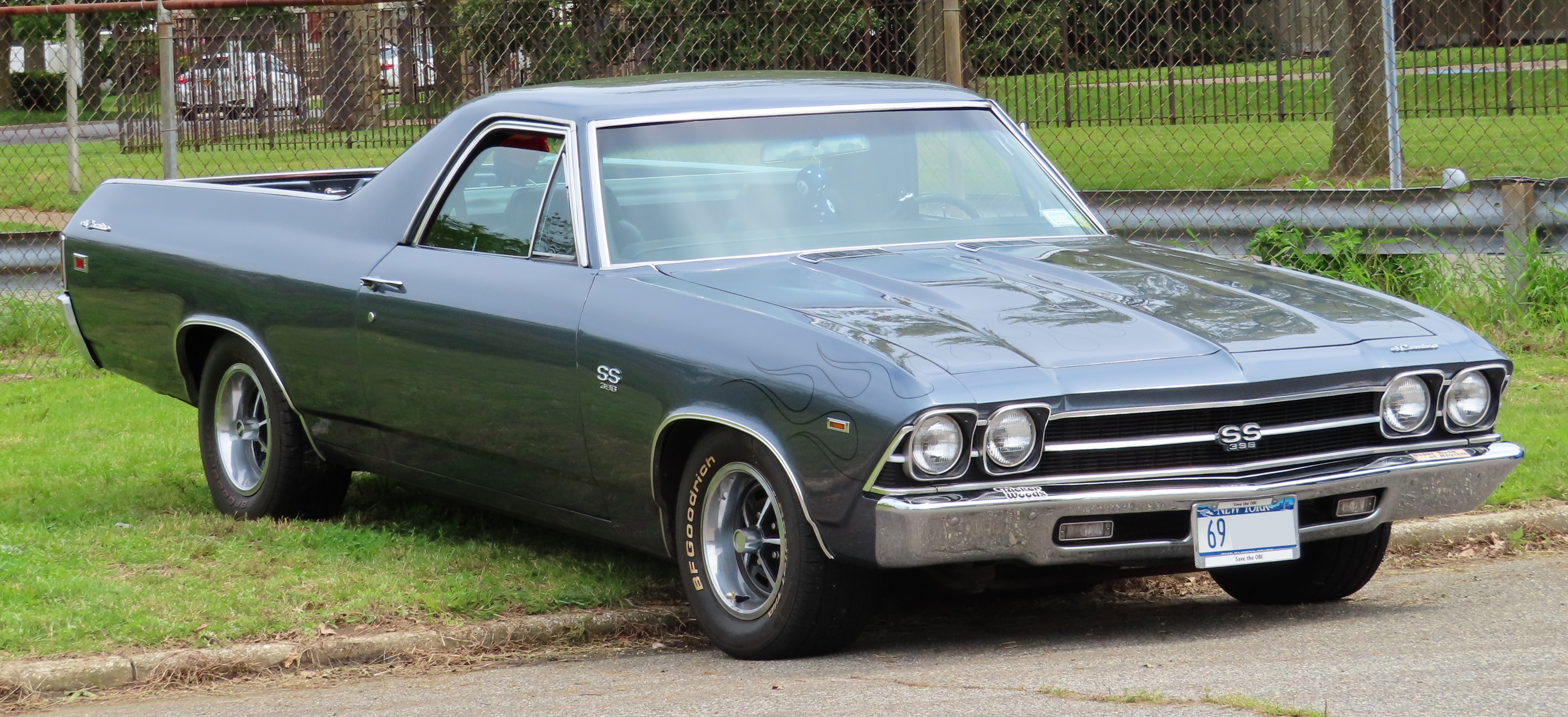

- 3.8 L I6
- 4.1 L I6
- 5.0 L V8
- 5.7 L V8
- 6.5 L V8
- 7.4 L V8

## Четверте покоління (1973—1977)

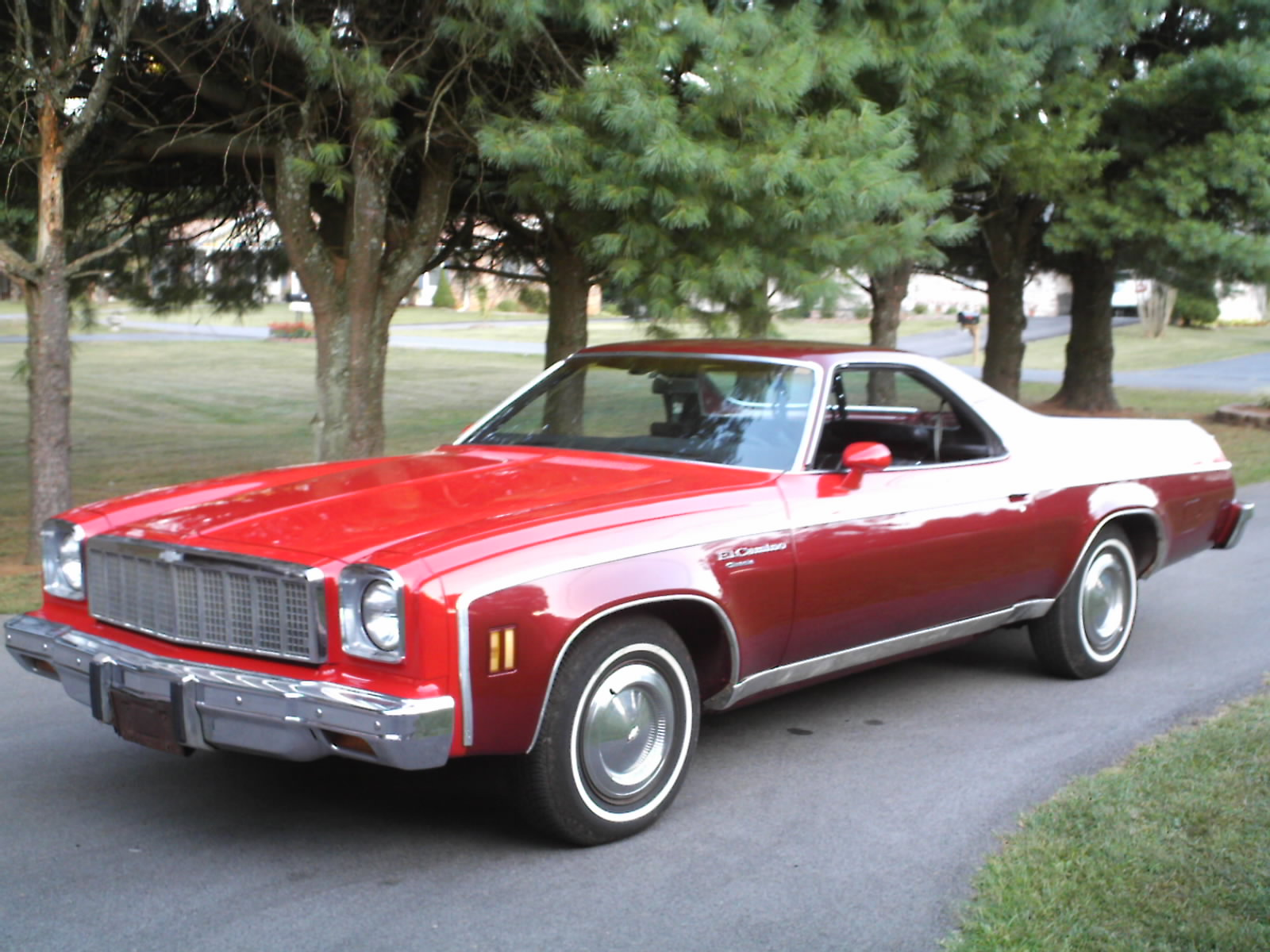

- 4.1 L I6
- 5.0 L V8
- 5.7 L V8
- 6.6 L V8
- 7.4 L V8

## П'яте покоління (1978—1987)

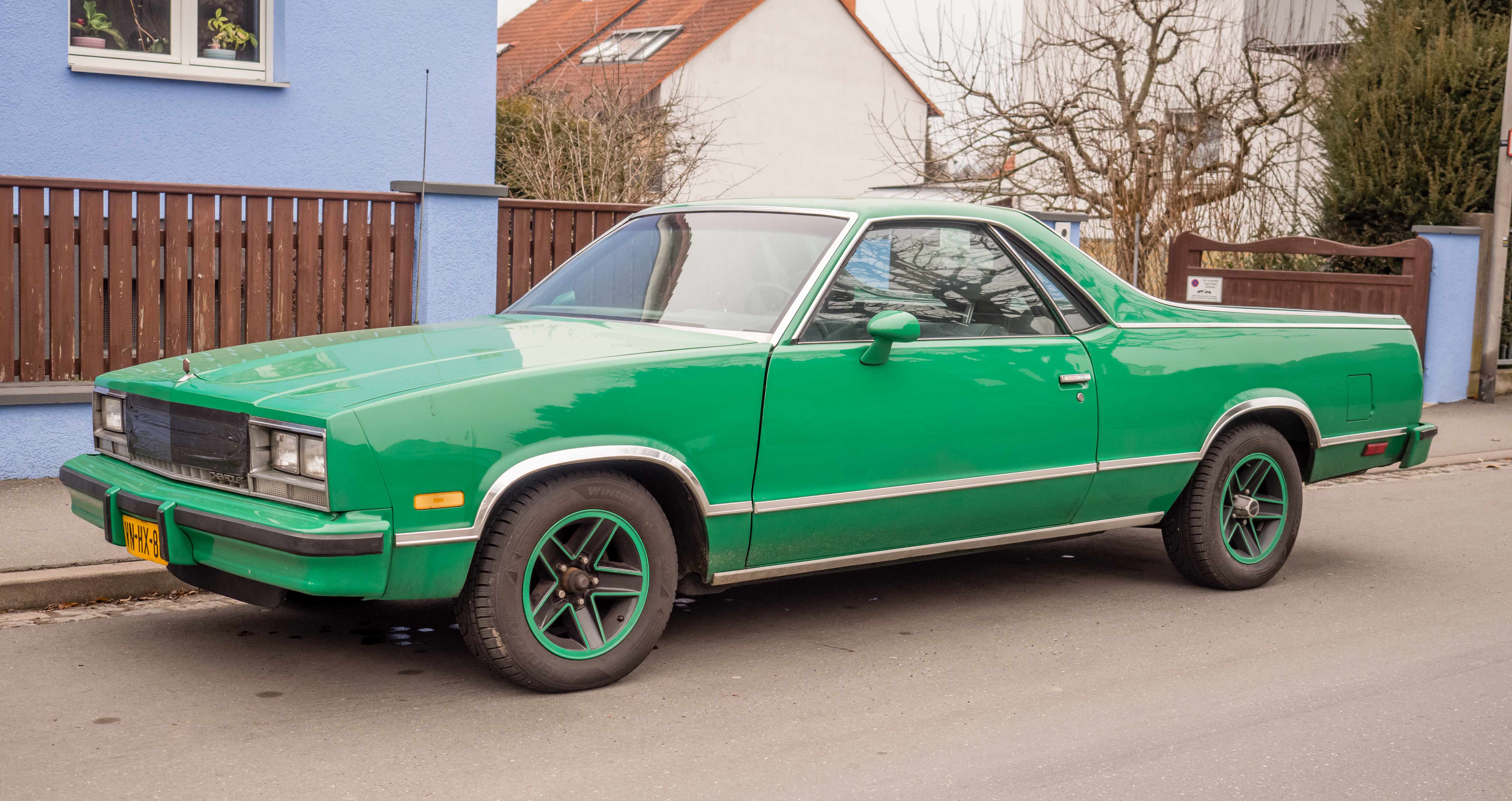

- 3.3 L Chevrolet V6
- 3.8 L Chevrolet V6
- 3.8 L Buick V6
- 4.3 L Chevrolet V6
- 4.4 L Small-Block V8
- 5.0 L Small-Block V8
- 5.7 L Small-Block V8
- 5.7 L Diesel V8